# 堀川朗子
堀川 朗子（ほりかわ あきこ、1986年10月11日 - ）は、日本の政治家。日本共産党所属の衆議院議員（1期）

## 来歴
福岡県大牟田市生まれ。立命館大学国際関係学部卒業。一般社団法人京都府教職員互助組合勤務を経て、2015年から民青同盟京都府委員会。2021年から日本共産党京都府委員会専従職員となる。
2022年7月10日執行の第26回参議院議員通常選挙に、日本共産党公認で比例代表から立候補するが落選。
2024年10月27日執行の第50回衆議院議員総選挙に、京都2区と比例近畿ブロック2位の重複立候補にて立候補。京都2区では日本維新の会前職の前原誠司に敗れたが、日本共産党が比例近畿ブロックで2議席を獲得したため、堀川が初当選を果たす。

## 選挙歴
| 当落 | 選挙                     | 執行日         | 年齢 | 選挙区       | 政党       | 得票数   | 得票率 | 定数 | 得票順位 /候補者数 | 政党内比例順位 /政党当選者数 |
| ---- | ------------------------ | -------------- | ---- | ------------ | ---------- | -------- | ------ | ---- | ------------------ | ---------------------------- |
| 落   | 第26回参議院議員通常選挙 | 2022年07月10日 | 35   | 参議院比例区 | 日本共産党 | 736票    | ーー   | 1    | /                  | 23/3                         |
| 比当 | 第50回衆議院議員総選挙   | 2024年10月27日 | 38   | 京都府第2区  | 日本共産党 | 3万697票 | 23.11% | 1    | 2/6                | 2/2                          |

## 人物
夫有インスタにて         映画好き